# 수도권 통합요금제
수도권 통합요금제(Metropolitan Unity Fare, 首都圈 統合料金制)는 대한민국 수도권(서울특별시, 경기도, 인천광역시)의 대중교통 운임제를 이르는 말이다. 한국철도공사와 서울교통공사, 서울시메트로9호선, 인천교통공사 등의 수도권 전철과 수도권내 시내버스, 마을버스를 이용할 경우 갈아 탈 때마다 기본운임을 내던 기존 방식과 달리, 갈아타는 교통수단과 환승횟수에 상관없이 총 이동한 거리만큼 운임을 내는 운임제도이다. 교통카드 이용시에만 수도권 통합운임제가 적용, 할인 등의 혜택을 받을 수 있다.
2009년 7월에는 인천광역시도 수도권 통합운임제에 참여할 계획이었으나 같은 해 8월로 연기되었고, 관계 기관간의 협의가 되지 않는 등의 이유로 수 차례 연기를 거듭한 끝에 2009년 10월 10일부터 인천광역시도 수도권 통합운임제에 참여하게 되었다.

## 운임 체계

### 단독 통행
- 서울특별시: 시내버스, 마을버스는 단독 통행시 이용거리에 관계없이 아래의 기본운임만을 부과한다. 2015년 6월 27일부터 첫차 시간부터 오전 6시 30분까지 교통카드를 이용하여 버스를 처음 승차할 때 기본 요금이 20% 할인된다.[4] 다만, 심야버스는 이 할인이 적용되지 않는다.

| 종류               | 나이                                 | 현금 (원) | 교통카드 (원) | 조조할인 (원) |
| ------------------ | ------------------------------------ | --------- | ------------- | ------------- |
| 광역버스           | 어른 (일반, 만 19세 이상)            | 3,000     | 3,000         | 2,400         |
| 광역버스           | 청소년 (중·고등학생, 만 13세 ~ 18세) | 1,700     | 1,800         | 1,360         |
| 광역버스           | 어린이 (초등학생, 만 7세 ~ 12세)     | 1,500     | 1,500         | 1,200         |
| 간선·지선(도시형)  | 어른 (일반, 만 19세 이상)            | 1,500     | 1,500         | 1,200         |
| 간선·지선(도시형)  | 청소년 (중·고등학생, 만 13세 ~ 18세) | 900       | 1,000         | 720           |
| 간선·지선(도시형)  | 어린이 (초등학생, 만 7세 ~ 12세)     | 550       | 550           | 440           |
| 차등지선, 순환버스 | 어른 (일반, 만 19세 이상)            | 1,400     | 1,400         | 1,120         |
| 차등지선, 순환버스 | 청소년 (중·고등학생, 만 13세 ~ 18세) | 800       | 800           | 640           |
| 차등지선, 순환버스 | 어린이 (초등학생, 만 7세 ~ 12세)     | 500       | 500           | 400           |
| 심야버스           | 어른 (일반, 만 19세 이상)            | 2,500     | 2,500         |               |
| 심야버스           | 청소년 (중·고등학생, 만 13세 ~ 18세) | 1,600     | 1,800         |               |
| 심야버스           | 어린이 (초등학생, 만 7세 ~ 12세)     | 1,400     | 1,400         |               |
| 마을버스           | 어른 (일반, 만 19세 이상)            | 1,200     | 1,200         | 960           |
| 마을버스           | 청소년 (중·고등학생, 만 13세 ~ 18세) | 600       | 600           | 480           |
| 마을버스           | 어린이 (초등학생, 만 7세 ~ 12세)     | 400       | 400           | 320           |
- 경기도: 좌석형/직행좌석형 버스, 일부 단일운임제 일반형 버스, 마을버스는 단독통행시 이용거리와 관계없이 기본운임만을 부과한다. 일반형 시내버스는 거의 모든 노선[a] 경기순환버스와 광역급행버스는 모든 노선이 통합거리비례제에 따라 구간운임을 추가징수하며, 기본운임은 아래와 같다.
- 기존의 경기도 도시형버스는 시계외 유출입시 별도의 구간운임을 추가 징수하였으나, 현재는 어느 지역에서 이용하든 상관없이 10 km 초과 승차할 경우 5km마다 100원씩의 거리비례형 운임이 추가 징수된다. 경기순환버스와 광역급행버스도 30 km 초과 승차시 5km마다 100원의 운임이 추가되며 이 경우 거리비례 운임의 최고운임은 700원이다. 2015년 6월 27일부터 첫차 시간부터 오전 6시 30분까지 교통카드를 이용하여 직행좌석버스(광역급행버스)를 처음 승차할 때 기본 요금이 할인된다.[6]
- 마을버스는 지자체마다 마을버스 노선의 성격 및 특징이 달라 지자체 개별적으로 기본 요금이 적용된다.

| 종류                | 나이                    | 현금 (원) | 카드 (원) | 조조요금 (원) |
| ------------------- | ----------------------- | --------- | --------- | ------------- |
| 일반시내 (DRT)      | 어른 (만 19세 이상)     | 1,500     | 1,450     | 1,250         |
| 일반시내 (DRT)      | 청소년 (만 12세 ~ 18세) | 1,100     | 1,010     | 870           |
| 일반시내 (DRT)      | 어린이 (만 6세 ~ 11세)  | 800       | 730       | 630           |
| 일반좌석            | 어른 (만 19세 이상)     | 2,500     | 2,450     | 2,050         |
| 일반좌석            | 청소년 (만 12세 ~ 18세) | 1,900     | 1,820     | 1,520         |
| 일반좌석            | 어린이 (만 6세 ~ 11세)  | 1,700     | 1,640     | 1,370         |
| 직행좌석 (간선급행) | 어른 (만 19세 이상)     | 2,900     | 2,800     | 2,400         |
| 직행좌석 (간선급행) | 청소년 (만 12세 ~ 18세) | 2,000     | 1,960     | 1,680         |
| 직행좌석 (간선급행) | 어린이 (만 6세 ~ 11세)  | 2,000     | 1,960     | 1,680         |
| 경기순환            | 어른 (만 19세 이상)     | 3,100     | 3,050     | 2,600         |
| 경기순환            | 청소년 (만 12세 ~ 18세) | 2,200     | 2,140     | 1,820         |
| 경기순환            | 어린이 (만 6세 ~ 11세)  | 2,200     | 2,140     | 1,820         |
| 광역급행(M버스)     | 어른 (만 18세 이상)     | 2,900     | 2,800     | 2,300         |
| 광역급행(M버스)     | 청소년 (만 12세 ~ 17세) | 2,100     | 2,000     | 1,600         |
| 광역급행(M버스)     | 어린이 (만 6세 ~ 11세)  | 1,600     | 1,600     | 1,300         |

| 지역                                                                             | 나이                                 | 카드 (원) | 현금 (원) |
| -------------------------------------------------------------------------------- | ------------------------------------ | --------- | --------- |
| 과천시 광주시 군포시 김포시 성남시 시흥시 안양시 양주시 용인시 파주시 평택시     | 어른 (일반, 만 19세 이상)            | 1,350     | 1,400     |
| 과천시 광주시 군포시 김포시 성남시 시흥시 안양시 양주시 용인시 파주시 평택시     | 청소년 (중·고등학생, 만 13세 ~ 18세) | 950       | 1,000     |
| 과천시 광주시 군포시 김포시 성남시 시흥시 안양시 양주시 용인시 파주시 평택시     | 어린이 (초등학생, 만 7세 ~ 12세)     | 680       | 700       |
| 고양시 광명시 구리시 남양주시 부천시 수원시 오산시 의왕시 의정부시 하남시 화성시 | 어른 (일반, 만 19세 이상)            | 1,450     | 1,500     |
| 고양시 광명시 구리시 남양주시 부천시 수원시 오산시 의왕시 의정부시 하남시 화성시 | 청소년 (중·고등학생, 만 13세 ~ 18세) | 1,010     | 1,100     |
| 고양시 광명시 구리시 남양주시 부천시 수원시 오산시 의왕시 의정부시 하남시 화성시 | 어린이 (초등학생, 만 7세 ~ 12세)     | 730       | 800       |

- 인천광역시: 간선버스, 지선버스, 광역버스는 단독통행시 이용거리에 관계없이 아래의 기본운임만을 부과한다. 타시도 및 인천공항 좌석버스는 거리비례제에 따라 10km까지 기본운임, 이후 40km까지 5 km당 100원이 부과되며, 40 km 이상인 경우에는 거리비례 최대 요금인 700원이 부과된다. 광역급행버스는 30km까지 기본운임이며, 이후 60 km까지 5km마다 100원이 부과된다.

| 종류                    | 나이                                 | 카드 (원)     | 현금 (원) | 해당 노선                                                                 |
| ----------------------- | ------------------------------------ | ------------- | --------- | ------------------------------------------------------------------------- |
| 간선                    | 어른 (일반, 만 19세 이상)            | 1,500         | 1,600     | 1~93, 103, 103-1, 111-2, 112, 200번대, 300, 급행(91~99), 무의1            |
| 간선                    | 청소년 (중·고등학생, 만 13세 ~ 18세) | 1,050         | 1,100     | 1~93, 103, 103-1, 111-2, 112, 200번대, 300, 급행(91~99), 무의1            |
| 간선                    | 어린이 (초등학생, 만 7세 ~ 12세)     | 600           | 600       | 1~93, 103, 103-1, 111-2, 112, 200번대, 300, 급행(91~99), 무의1            |
| 지선                    | 어른 (일반, 만 19세 이상)            | 1,200         | 1,300     | 순환, 인천e음, 500번대, GRT(701, 702), 1111, 2201, 4401, 4402, 9701, 9901 |
| 지선                    | 청소년 (중·고등학생, 만 13세 ~ 18세) | 850           | 900       | 순환, 인천e음, 500번대, GRT(701, 702), 1111, 2201, 4401, 4402, 9701, 9901 |
| 지선                    | 어린이 (초등학생, 만 7세 ~ 12세)     | 500           | 500       | 순환, 인천e음, 500번대, GRT(701, 702), 1111, 2201, 4401, 4402, 9701, 9901 |
| 좌석(타시도)            | 어른 (일반, 만 19세 이상)            | 1,550         | 2,300     | 60-5, 790, 800, 801, 9731                                                 |
| 좌석(타시도)            | 청소년 (중·고등학생, 만 13세 ~ 18세) | 1,100         | 1,600     | 60-5, 790, 800, 801, 9731                                                 |
| 좌석(타시도)            | 어린이 (초등학생, 만 7세 ~ 12세)     | 650           | 900       | 60-5, 790, 800, 801, 9731                                                 |
| 좌석(영종도행) 심야버스 | 어른 (일반, 만 19세 이상)            | 1,900         | 2,600     | 111, 117, 300번대, N50, N80, N81, N90                                     |
| 좌석(영종도행) 심야버스 | 청소년 (중·고등학생, 만 13세 ~ 18세) | 1,350         | 1,800     | 111, 117, 300번대, N50, N80, N81, N90                                     |
| 좌석(영종도행) 심야버스 | 어린이 (초등학생, 만 7세 ~ 12세)     | 800           | 1,000     | 111, 117, 300번대, N50, N80, N81, N90                                     |
| 좌석(영종시내)          | 어른 (일반, 만 19세 이상)            | 1,500         | 1,600     | 111, 117, 307, 320                                                        |
| 좌석(영종시내)          | 청소년 (중·고등학생, 만 13세 ~ 18세) | 1,050         | 1,100     | 111, 117, 307, 320                                                        |
| 좌석(영종시내)          | 어린이 (초등학생, 만 7세 ~ 12세)     | 600           | 600       | 111, 117, 307, 320                                                        |
| 광역                    | 어른 (일반, 만 19세 이상)            | 3,000 (2,400) | 3,000     | 1000번대, 3000, 9000번대                                                  |
| 광역                    | 청소년 (중·고등학생, 만 13세 ~ 18세) | 1,650 (1,320) | 1,650     | 1000번대, 3000, 9000번대                                                  |
| 광역                    | 어린이 (초등학생, 만 7세 ~ 12세)     | 1,200 (960)   | 1,200     | 1000번대, 3000, 9000번대                                                  |
| 청라~강서 BRT           | 어른 (일반, 만 19세 이상)            | 2,600         | 2,600     | 7700                                                                      |
| 청라~강서 BRT           | 청소년 (중·고등학생, 만 13세 ~ 18세) | 1,600         | 1,600     | 7700                                                                      |
| 청라~강서 BRT           | 어린이 (초등학생, 만 7세 ~ 12세)     | 1,200         | 1,200     | 7700                                                                      |
| M버스 (국토교통부)      | 어른 (일반, 만 19세 이상)            | 2,800 (2,240) | 2,900     | M6405, M6439, M6450, M6457, M6458, M6462, M6628, M6724, M6751             |
| M버스 (국토교통부)      | 청소년 (중·고등학생, 만 13세 ~ 18세) | 2,000 (1,600) | 2,100     | M6405, M6439, M6450, M6457, M6458, M6462, M6628, M6724, M6751             |
| M버스 (국토교통부)      | 어린이 (초등학생, 만 7세 ~ 12세)     | 1,600 (1,280) | 1,600     | M6405, M6439, M6450, M6457, M6458, M6462, M6628, M6724, M6751             |
- 수도권 전철은 단독통행시 최단거리 기준으로 아래의 원칙에 따라 운임을 부과한다. 단, 수도권내 구간과 수도권외 구간을 연속하여 이용하는 경우에는 수도권내 구간의 운임을 먼저 계산한 후 수도권외 구간의 이용거리 4 km마다 100원의 추가운임을 합산하여 산출한 금액을 적용한다.[9] 수도권 전철의 경우 만 6세 미만의 유아와 경로우대권을 사용하는 만 65세 이상의 노인, 장애인, 유공자는 운임이 부과되지 않는다.

|        | 기본 운임: 10 km 이하 (괄호 안: 1회용권) | 기본 운임: 10 km 이하 (괄호 안: 1회용권) | 10 km 초과 50 km 이하 | 50 km 초과     |
| 일반   | 의정부 경전철                            |                                          | 10 km 초과 50 km 이하 | 50 km 초과     |
| ------ | ---------------------------------------- | ---------------------------------------- | --------------------- | -------------- |
| 어른   | 1,550(1,650)원                           | 1,750(1,850)원                           | 매 5km당 100원        | 매 8km당 100원 |
| 청소년 | 900(1,650)원                             | 1,100(1,850)원                           | 매 5km당 80원         | 매 8km당 80원  |
| 어린이 | 550(550)원                               | 750(750)원                               | 매 5km당 50원         | 매 8km당 50원  |
- 다른 도시철도·광역전철과 함께 의정부 경전철을 이용한 경우 일반 기본 운임과의 차액(성인 기준 200원)이 별도로 추가된다. 다만 같은 역에서 진입과 진출이 이루어진 경우, 지하철-버스-지하철 환승시 두 번째의 추가금은 면제된다.[10]
- 신분당선의 경우, 이용한 구간에 따라 하차시 또는 다른 전철 노선으로 환승시 다음 도표와 같은 추가 운임이 부과된다.[11]

|           | 신사~강남 | 강남~정자 | 정자~광교 |
| --------- | --------- | --------- | --------- |
| 신사~강남 | 700원     | -         | -         |
| 강남~정자 | 1,700원   | 1,000원   | -         |
| 정자~광교 | 2,200원   | 1,500원   | 1,000원   |
- 수도권 광역급행철도 A선(GTX-A)은 다른 도시철도와 별도 운임 체계가 적용되어, 성인 기준 10 km 이내 기본 운임이 3,200원, 이후 5km당 추가 운임이 250원이 부과된다. 여타 수도권 전철에 존재하는 경로·장애인·유공자 무임제는 존재하지 않으며, 대신 일정 금액이 할인된다. 또한 주말에는 기본 운임의 10%가 할인된다.(하한 1,550원)[12]
- 인천국제공항철도 영종도 구간(청라국제도시역~인천공항2터미널역)은 기본 운임 1,200원, 10 km 이후 100미터당 13원의 별도 운임 체계를 적용하며 시내버스와의 환승 할인이 불가능하다.
- 수도권외 구간인 경부선(1호선) 평택역~신창역 구간, 경춘선 가평역~춘천역 구간도 별도 운임 체계가 적용되어 성인 기준 매 4 km당 100원이 부과된다.
- 영업 개시 시각부터 6시 30분까지는 환승 할인 없이 탑승할 때 기본 운임의 20%가 할인된다.

### 환승 통행
- 통합거리비례제

기본운임은 가장 높은 기본운임을 가진 교통수단의 기본운임을 부과하며, 이용한 거리의 총 합이 아래의 기본거리를 초과할시 5 km당 100원의 추가운임이 부가된다. (청소년 20%, 어린이 50% 할인) GTX-A의 경우, 환승 통행 정산 시 기본 운임이 1,550원, 5 km당 추가 운임이 100원으로 간주된다.
| 서울시 간선/지선버스, 마을버스   | 10 km |
| 경기도 일반형 시내버스, 마을버스 | 10 km |
| 인천시 시외좌석/영종좌석         | 10 km |
| 수도권 전철                      | 10 km |
| 서울시 광역버스                  | 30 km |
| 경기도 좌석형/직행좌석형         | 30 km |
| 인천시 광역버스                  | 30 km |
- 환승할인 혜택을 받기 위하여는 버스에서 하차시 교통카드를 단말기에 접촉하여야 하며 다음 교통수단으로 30분 이내에 환승하여야 하지만, 오후 9시부터 익일 오전 7시까지는 새벽 또는 야간 시간임을 감안하여 환승 인정시간을 60분으로 한다.
- 같은 노선으로의 환승이나 전철·지하철 개찰구를 나선 후 다시 개찰구로 들어서는 행위는 각기 다른 목적통행으로 간주하여 환승할인을 적용받지 못한다.[b][c] 단, 순환형으로 운행되는 버스에서 차고지를 거쳐 차량을 갈아타는 경우나 사고나 차량고장등 돌발상황의 경우는 예외적으로 환승이 인정된다.[13]
- 전철·지하철 역에서 개찰구를 통해 개표하여 운임 구역으로 진입하였으나 반대 방향으로 들어간 등의 이유로 운임 구역 밖으로 나간 후 재개표하여야 할 때, 5분 이내 재개표하면 추가 운임의 부과 없이 환승 처리가 되어 전철·지하철 이용이 가능하다. 다만, 재개표 무료 환승은 1회만 이용 가능하며, 같은 역이라도 재개표한 개찰구의 노선이 다르다면 환승 처리가 되지 않는다. 이 시스템은 2012년 6월 16일부터 시행되었다.[14] 2023년 7월 1일에는 서울교통공사 및 서울시메트로9호선 등이 운영하는 1~9호선 역에 대해 초승이 아닌 경우에도 10분 이내 재승차에 대해 환승 할인이 적용되기 시작했다.[15] 2023년 10월 7일에는 재승차 최대 시간이 10분에서 15분으로 증가했고, 서울 경전철 노선인 서울 경전철 우이신설선과 서울 경전철 신림선에도 확대 적용되었다.[16][d]

### 통합요금제 미적용 대상
- 시외버스 및 경기도의 공항버스, 고속버스
- 서울특별시의 공항버스, 인천 6770·6777·6777-1번 버스, 고양시 3200·3300번, 김포시 9000번 버스 - 대분류 상 시내버스에 속하는 노선이지만, 공항버스 한정면허 노선으로 별도 운임이 부과된다.
- 인천국제공항철도 영종도 (영종역~인천공항2터미널역) 구간, 직통열차 - 다만, 내륙 구간인 서울역~청라국제도시역 구간은 수도권 전철의 운임 체계로 통합운임제가 적용된다.
- 경의선 도라산역 - 수도권 전철 전동차로 운행하나 임진강역에서 신분 확인과 도라산역 관람비를 포함한 2500원의 별도 요금 징수를 시행한다.[17]
- 충청남도, 충청북도, 강원도 차적의 시내버스와 농어촌버스 - 천안시의 시내버스가 수도권 전철과 상호 환승 할인이 적용되는 등, 각 지자체별 자체 환승제도가 적용될 수 있다.
- 경춘선의 ITX-청춘, 경부선, 중앙선 등에서 운행하는 무궁화호, ITX-새마을, ITX-마음, 경부고속철도, 호남고속철도에서 운행하는 KTX, 수서고속철도에서 운행하는 SRT
- 현금 또는 1회용 교통카드 승차시, 수도권 전철 정기권 사용시

## 영향·효과
- 각 대중 교통별로 적용하던 운임이 통합운임제가 시행됨에 따라 대중 교통비가 일부 절감되는 효과가 있다.
- 수도권 통합운임제의 확대로 광역, 좌석버스의 통합운임제 편입 100일이 지난 2008년 12월 시행된 설문조사에서 승용차에서 광역버스로 이용수단을 변경하였다고 응답한 이용고객이 7.5%나 되었고 실제 교통카드 이용내역도 약 57,000여명이 증가하였다. 또한 서울지방경찰청에서 제공한 자료에 따르면 시내 유출입 차량은 전년(2007년)대비 0.9% 감소하였고 특히 도심은 4.2% 감소하였다.[18]
- 경기도의 버스 탑승객수는 수도권 통합운임제 시행 2년이 된 2009년 6월, 시행 전과 비교하여 108만명이 증가하였고, 하루 환승객은 150만명에 달하는 것으로 발표되었다.[19]

## 연혁
- 2003년 11월 1일 : 경기도에서 교통카드 이용시 시내버스간 50원 정액할인을 실시하였다. 이는 2시간 이내 경기도 시내버스 탑승시 후승차량의 운임을 50원 할인해 주는 방식으로 하차시 단말기 교통카드 접촉은 필요없었다.[20]
- 2004년 7월 1일 : 서울시에서 버스 개편을 단행하였는데 이때 대중교통간 통합 운임체계 적용으로 서울시 시내버스와(광역버스 제외) 수도권 전철간의 환승이 가능해졌다. 운임체계는 현재와 유사한 10 km 초과시 매 5 km 당 100원 부과이다. 이와 함께 경기도에 광역버스 환승할인을 제안하였으나 경기도에서 예산문제로 난색을 표시하였다.[21]
- 2005년 6월 20일 : 경기도에서 기시행중이던 시내버스 정액할인을 환승인정 시간을 70분 이내로 조정, 할인 금액을 400원으로 확대 실시하였다.[20]
- 2007년 7월 1일 : 서울시와 경기도, 한국철도공사의 연계로 서울 간선/지선/순환/마을버스, 경기일반형 시내버스/마을버스, 수도권 전철간의 수도권 통합운임제가 시행되었다.
- 2008년 9월 20일 : 서울시 광역버스, 경기도 좌석형/직행좌석형 시내버스가 통합운임제로 편입, 간선급행버스 운행도 같은날에 처음 실시되었다.
- 2009년 10월 10일 : 인천시 광역/좌석/간선/지선/급행간선버스가 통합운임제로 편입되었다.[22][23]
- 2010년 12월 29일 : 인천국제공항철도(서울역 ~ 청라국제도시역 구간)가 통합운임제로 편입되었다.
- 2011년 10월 28일 : 신분당선이 개통과 동시에 통합운임제로 편입되었다.
- 2014년 9월 20일 : 용인 경전철이 통합운임제로 편입되었다.
- 2014년 12월 6일 : 의정부 경전철이 통합운임제로 편입되었다.
- 2015년 3월 28일 : 서울역(인천국제공항철도 ~ 1,4호선) 환승통로가 개통되었다.
- 2015년 10월 31일 : 노량진역 (서울 지하철 9호선 ~ 1호선) 환승통로가 개통되었다.

## 같이 보기
- 2004년 서울특별시 버스 개편
- 서울특별시의 시내버스
- 경기도의 시내버스
- 인천광역시의 시내버스
- 수도권 전철
- 인천 도시철도
- 대구권 광역요금제
- 충청권 통합환승요금체계

## 해설
1. ↑  극히 일부 기본운임제 노선이 있으나, 이용자 입장에서는 없다고 생각하여도 무방하다.
2. ↑  같은 번호의 버스노선이나, 공동운행 여부나 차고지의 차이에 따라 환승할인이 되는 경우도 있다. 또한, 서울시내버스의 A,B구분은 기존 제도의 -1,-2와 같은 개념으로, 전혀 다른 노선이므로 환승할인이 가능하다.
3. ↑  환승통로가 없는 인천국제공항철도, 서울 지하철 1호선, 4호선 서울역 ↔ 수도권 전철 경의·중앙선 서울역 간의 환승, GTX-A의 정거장과 타 광역전철 정거장 간의 환승은 지하철 개찰구를 나갔다 다시 들어오더라도 환승이 적용된다.
4. ↑  서울 지하철 6호선 신내역은 서울교통공사에서 운영하는 역이지만 한국철도공사의 수도권 전철 경춘선 개찰구를 서울 지하철 6호선과 공유하기 때문에 환승 할인이 적용되지 않는다. 반면 한국철도공사에서 운영하는 수도권 전철 1호선 창동역은 서울교통공사의 수도권 전철 4호선 개찰구를 공유하고, 수도권 전철 경의·중앙선 옥수역은 서울교통공사의 수도권 전철 3호선 개찰구를 공유하며, 수도권 전철 수인·분당선 복정역은 서울교통공사의 서울 지하철 8호선 개찰구를 공유하기 때문에 환승 할인이 적용된다.